# ۷ سال (ترانه لوکاس گراهام)
«۷ سال» (به انگلیسی: 7 Years) تک‌آهنگی از لوکاس گراهام است که در سال ۲۰۱۵ میلادی منتشر شد.
این تک‌آهنگ در چارت‌های کانادا، ایتالیا، فلاندرز، اسکاتلند، ایرلند، دانمارک، سوئد، استرالیا، نیوزلند، اتریش، بریتانیا در رتبه اول و در چارت‌های والونیا، نروژ، لهستان، فنلاند، سوئیس، جزو ده ترانه اول قرار گرفت.